# Leucadendron laxum
Espèce

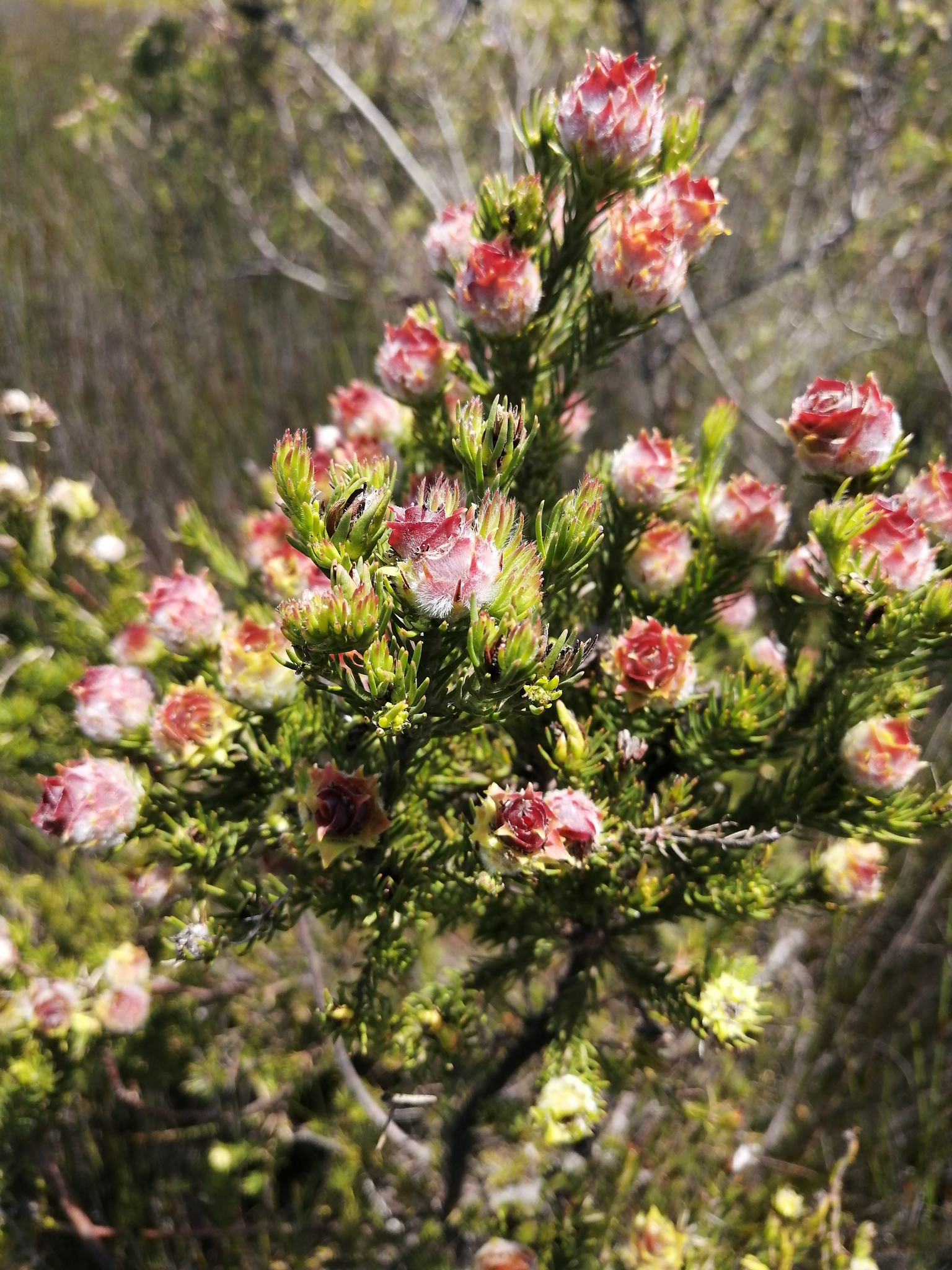

Leucadendron laxum est une espèce de plantes à fleurs de la famille des Proteaceae. Cet arbuste à fleurs, originaire du Cap-Occidental en Afrique du Sud, fait partie du fynbos.

## Répartition
Leucadendron laxum est endémique du Cap-Occidental en Afrique du Sud.

## Description
Leucadendron laxum fait 1,75 m de haut et fleurit de septembre à octobre. Les tiges sont fines et dressées, nombreuses ramilles courtes groupées à la base. Les feuilles sont en forme d'aiguilles. Les inflorescences mâles de 6 mm de long et 9 mm de diamètre. Les bractées florales de 1,5 mm de long, avec des soies de moins de 1 mm. Les cônes à pointes sont formés de bractées serrées et surélevées. Le feu détruit la plante, mais les graines survivent. Celles-ci sont stockées dans un trou sur la plante femelle et seront libérées en mars de l'année suivante. La plante est unisexuée et il existe des plants mâles et femelles. La pollinisation est assurée par les insectes.

## Galerie

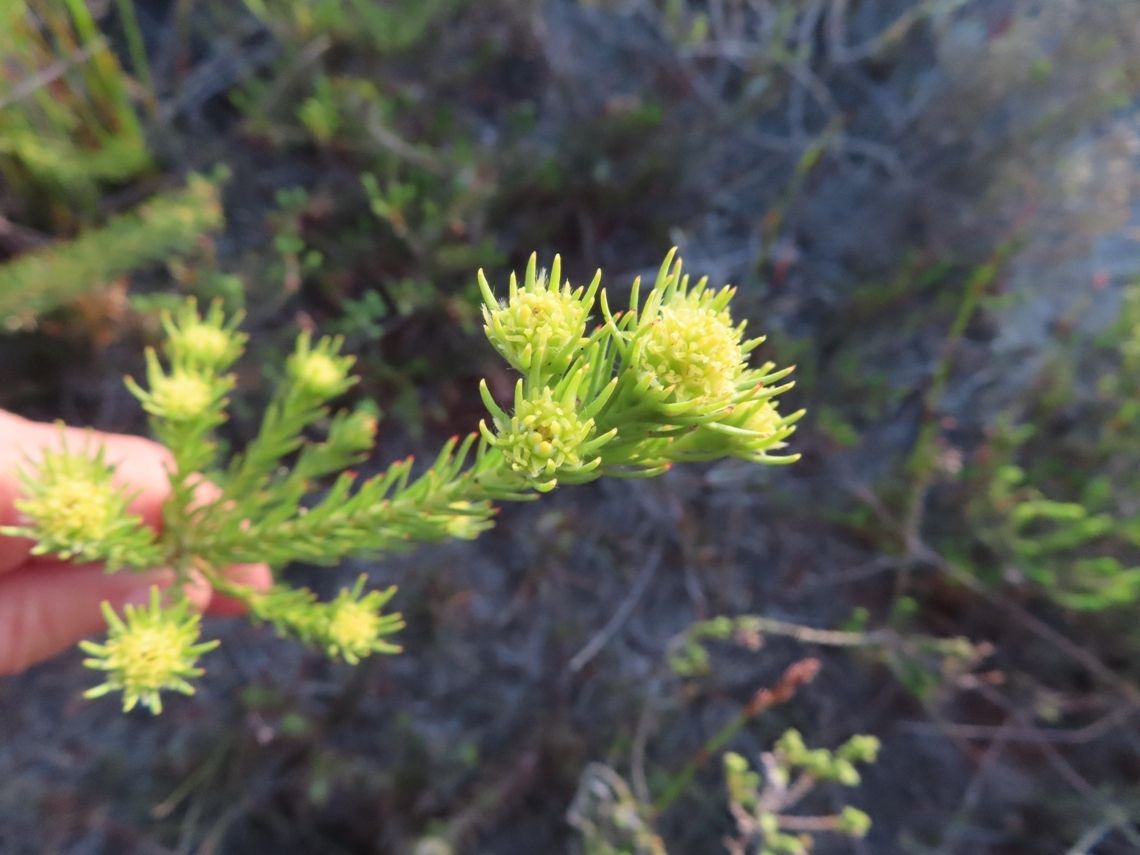
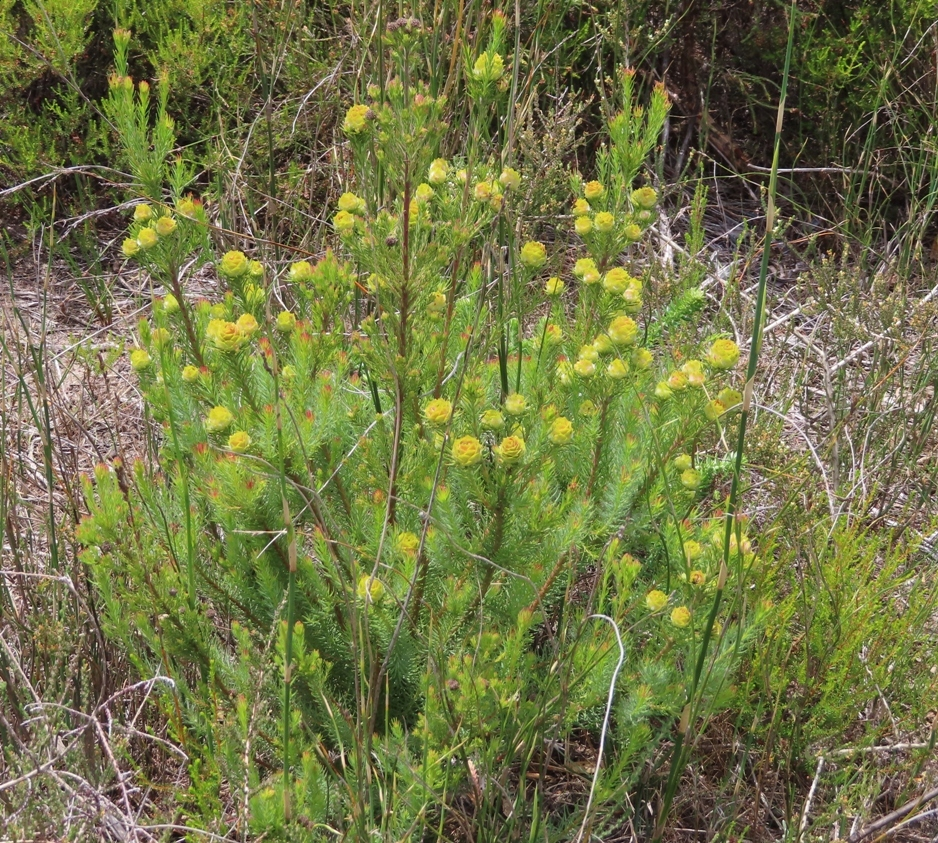
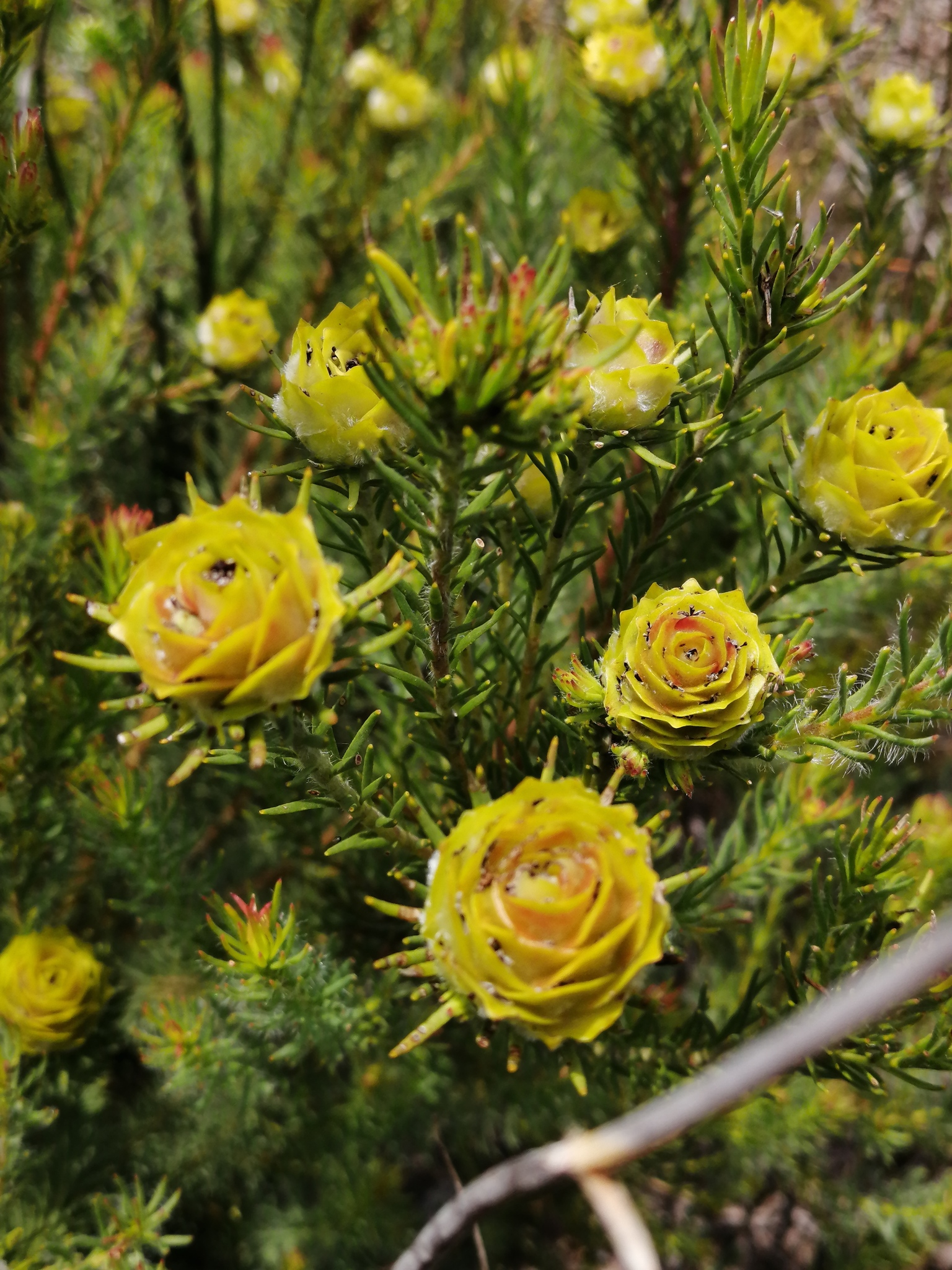
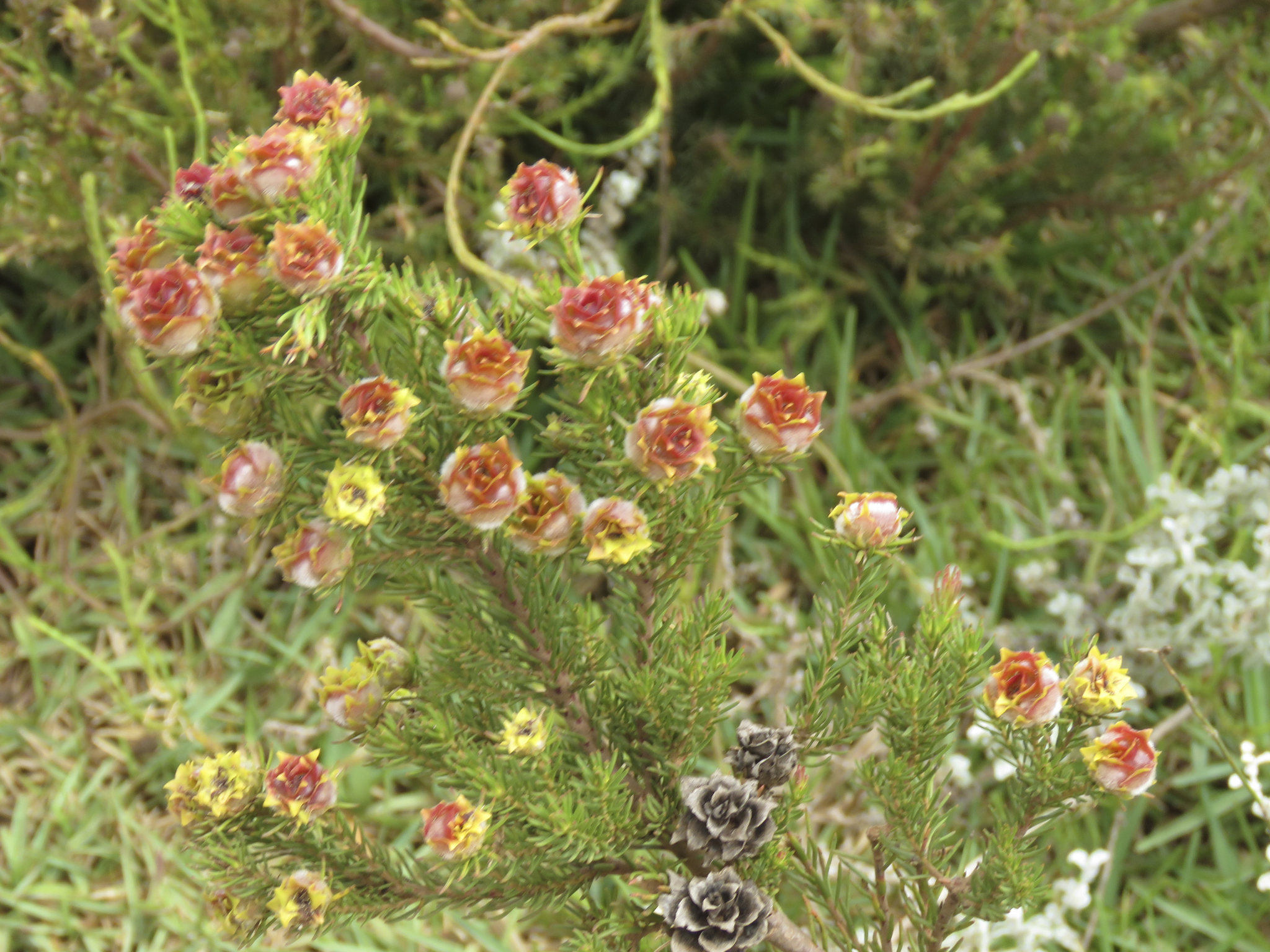
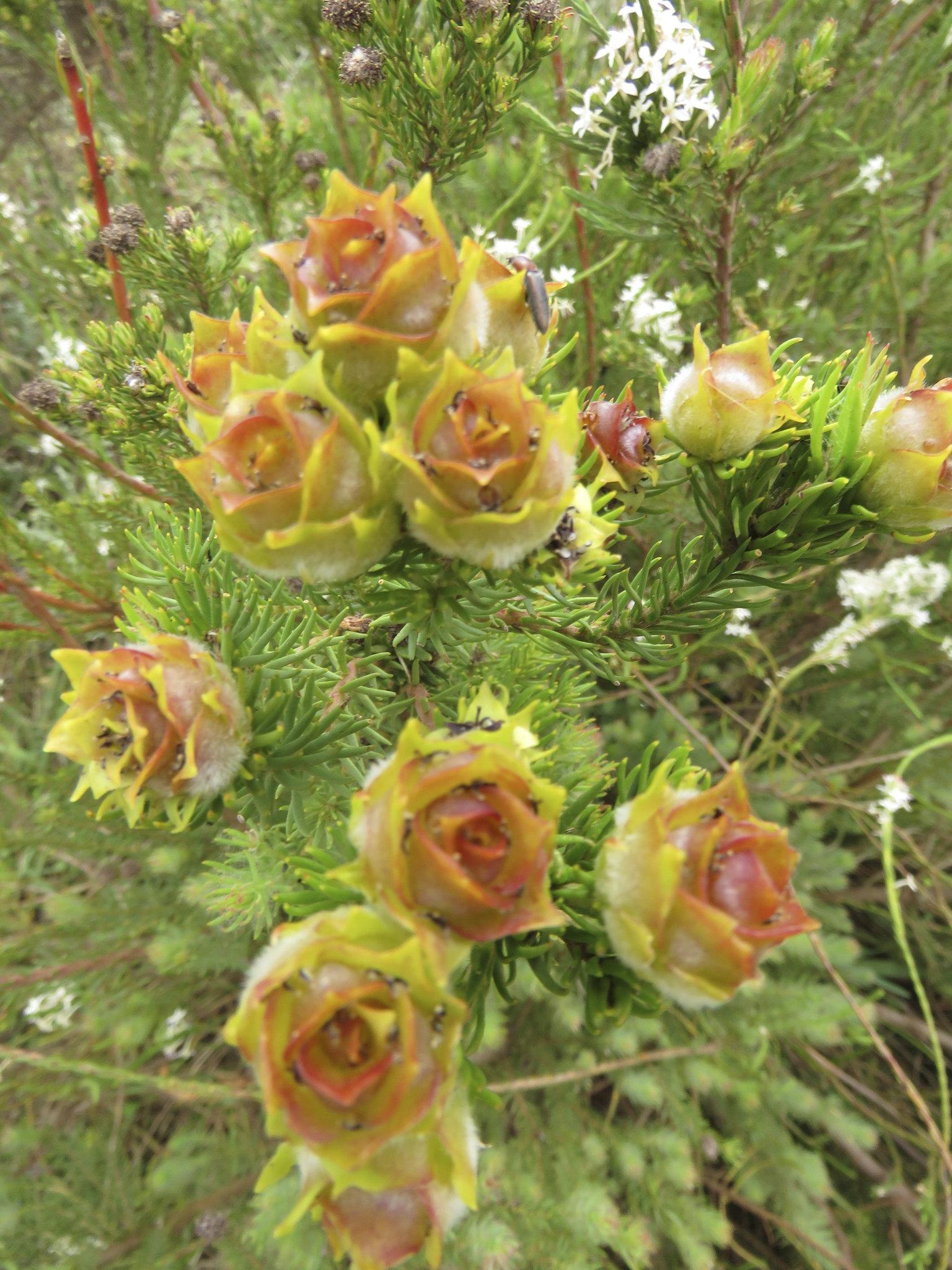

## Dénominations
Cet arbuste est appelé communément en afrikaans Vleirosie, et, en anglais, Bredasdorp Conebush.

## Systématique
Le nom correct complet (avec auteur) de ce taxon est Leucadendron laxum I.Williams (d).

### Étymologie
Le nom de genre Leucadendron vient du grec leukos « brillant, blanc » et dendron « arbre ». 
Son épithète spécifique laxum du latin laxus « large, lâche ».